# Interplay (Album)
Interplay ist ein Jazzalbum von Bill Evans, das am 16. und 17. Juli 1962 in New York City aufgenommen wurde und von Riverside Records veröffentlicht wurde.

## Das Album
Bill Evans’ Veröffentlichungen im Jahr 1962 standen noch unter dem Eindruck des Unfalltodes seines Freundes und Trio-Kollegen Scott LaFaro im Jahr zuvor; daraufhin hatte sich der Pianist eine Weile zurückgezogen und mit seinem Hang zur Selbstisolation seine Heroinsucht noch gesteigert. Er war erst wieder ab Dezember 1961 ins Studio gegangen und wirkte an Aufnahmen für Herbie Manns Album Nirvana mit.
Bald nach den Nirvana-Aufnahmen wurde Helen Keane im August 1962 seine Managerin, die nun zielstrebiger die beruflichen Belange des Pianisten steuerte. Sie hatte bald erkannt, dass die Firma Riverside in finanziellen Schwierigkeiten war und langfristig keine Basis für das Bill Evans-Trio sein konnte; daher wechselte Evans noch im Jahr 1962 zu Verve Records. Zuvor musste aber noch der Vertrag mit Grauer und Keepnews erfüllt werden, in deren Folge Material für vier Alben entstand. Nachdem Bill Evans dann im Mai und Juni 1962 mit seinem Trio aus Chuck Israels und Paul Motian zunächst zwei Alben für Riverside eingespielt hatte, How My Heart Sings! und das Balladenalbum Moonbeams, war das einen Monat später entstandene Album Interplay Bill Evans’ erstes Werk, bei dem er ein größeres Ensemble um sich scharte.
Mit Evans spielten bei der Interplay-Session der Trompeter Freddie Hubbard, Gitarrist Jim Hall, Bassist Percy Heath und der Schlagzeuger Philly Joe Jones. Mit Hall hatte Evans noch im April/Mai das Duoalbum Undercurrent für United Artists Records eingespielt. Das jetzt zusammengestellte Quintett nahm fünf Jazzstandards auf; Highlights waren die Songbook-Klassiker „You and the Night and the Music“, „You Go to My Head“, „I’ll Never Smile Again“ und „Wrap Your Troubles in Dreams“; hinzu kam der von Evans komponierte Blues "Interplay".
Orrin Keepnews berichtete später, dass Hubbard mit dem Material, das Evans aus dem Great American Songbook der 1930er Jahre ausgewählt hatte, nicht recht vertraut war; daher musste die Aufnahme von „I'll Never Smile Again“ am 17. Juli wiederholt werden (take 7). Er erschien später als take 6 in der CD-Edition des Albums.

## Bewertungen und Auszeichnungen des Albums
Scott Yanow bezeichnete die Interplay-Session als „exzellente Musik“ und vergab dem Album vier (von fünf) Sterne; Richard Cook und Brian Morton waren im Penguin Guide to Jazz etwas zurückhaltender, vergaben lediglich drei Sterne und hatten Vorbehalte bezüglich des Zusammenspiels der Band, die von Keepnews initiiert worden war. Obwohl Hall und Evans in der vorangegangenen Undercurrent-Session vorzüglich miteinander harmonierten, sei das Zusammenspiel des Quintetts oft unzusammenhängend, obwohl Hubbard wirklich gut spiele. Evans-Biograph Hanns E. Petrik lobte die „von einem packenden und eleganten Swing geprägte“ Session; „Philly Joe Jones und Percy Heath bilden ein vorzügliches Rhythmus-Gespann. Wenn auch das Spiel der anderen Musiker auf dieser LP makellos erscheint, ist Interplay doch ein Album, auf dem Bill Evans herausragt. Seine flüssigen, oft mit Single Notes vorgetragenen Improvisationen ergänzen die Soli von Hubbard und Hall bestens. Besonders in „I'll Never Smile Again“ ist die gelungene Fortsetzung des Trompeten-Solos durch das Piano ein gelungenes Beispiel dafür“. Auch Martin Kunzler lobte in seinem Jazzlexikon die „hervorragenden Einspielungen“.

Interplay erreichte 1983 bei seiner Wiederveröffentlichung #26 in den Billboard Jazz Album Charts. Bei den Grammy Awards 1984 wurde Produzent Orrin Keepnews in der Kategorie „Bestes Album“ ausgezeichnet.

## Die Titel

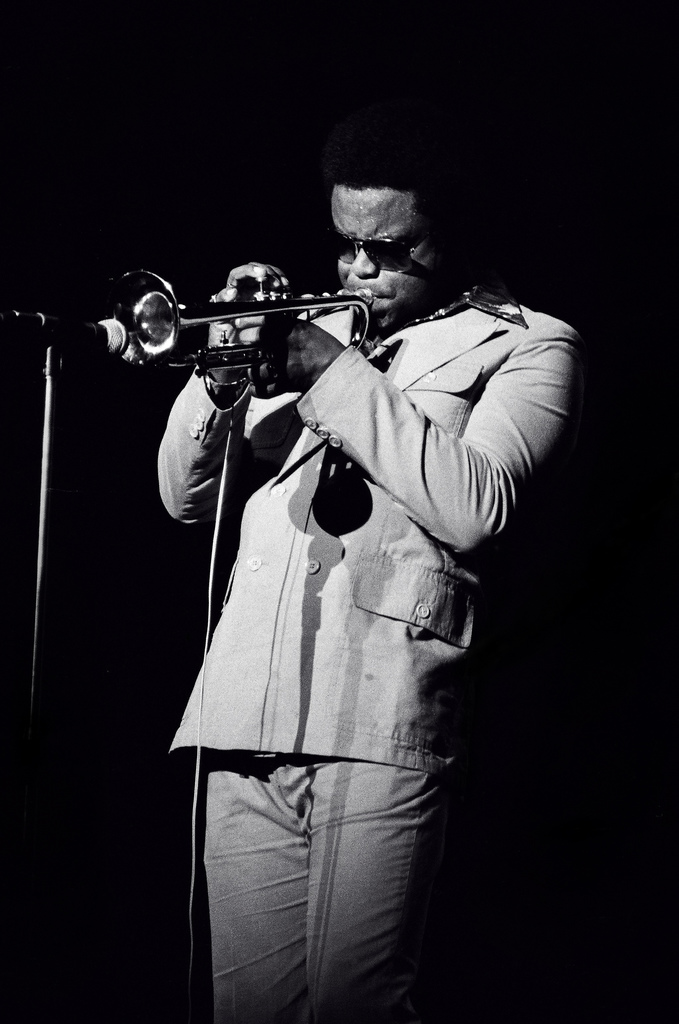
Trompeter Freddie Hubbard (1976)

- Bill Evans: Interplay  (Riverside RLP 9445, OJC 308)

1. You and the Night and the Music (Howard Dietz, Arthur Schwartz) – 7:04
2. When You Wish upon a Star (Leigh Harline, Ned Washington) – 5:45
3. I’ll Never Smile Again [take 7] (Ruth Lowe) – 6:32
4. I'll Never Smile Again (take 6) (Ruth Lowe) – 6:38 (alternate take)
5. Interplay (Bill Evans) – 8:14
6. You Go to My Head (J. Fred Coots, Haven Gillespie) – 5:06
7. Wrap Your Troubles in Dreams (And Dream Your Troubles Away) (Harry Barris, Ted Koehler, Billy Moll) – 6:24

- Die Titel 1, 4 und 5 wurden am 16. Juli; die Titel 2, 3, 6 und 7

am 17. Juli aufgenommen.

## Editorische Notiz
Die Wiederveröffentlichung The Interplay Sessions enthielt einen alternate take (take 6) des Titels "I'll Never Smile Again"; er wurde der späteren CD-Edition hinzugefügt.
Das in den 1980er Jahren bei Milestone Records erschienene Doppelalbum (M 47066 IMS) enthielt auch das im August `62 entstandene Material der nknown Session mit Zoot Sims, Jim Hall, Ron Carter und Philly Joe Jones, das in den 1960er Jahren – während der Riverside-Ära – unveröffentlicht blieb.